# Orden des Verdienstes (Anhalt-Köthen)
Der Orden des Verdienstes wurde am  15. August 1811 durch Herzog August Christian Friedrich von Anhalt-Köthen für „vorzügliche Verdienste um den Landesherrn und das Land“ gestiftet.
Das Ordenszeichen ist ein weißemailliertes, goldgerändertes achtspitziges Malteserkreuz. Im blauemaillierten Medaillon mittig die Initialen C G L (Carl Georg Leberecht von Anhalt-Köthen, Vater des Stifters). Umlaufend auf gelbem Grund ist ein Sternenkranz zu sehen. Rückseitig auf gelbemailliertem Grund die Inschrift DEM VERDIENSTE umschlossen von einem grünen Lorbeerkranz auf blauem Grund.
Der Orden wurde an einem orangefarbenen Band mit blauen Randstreifen um den Hals getragen.